# Valentino Babini
Valentino Babini, italijanski general, * 5. december 1889, † 29. december 1952.